# Liste belgischer Komponisten klassischer Musik
Dies ist eine Liste von Komponisten, die aus dem Gebiete des heutigen Belgien stammend klassische Musik komponiert haben.

## A
- Jean Absil (1893–1974)
- Jean-Baptiste Accolay (1833–1900)
- Alexander Agricola (1446/60–1506)
- Frank Agsteribbe (* 1968)
- Flor Alpaerts (1876–1954)
- Bert Appermont (* 1973)

## B
- August Baeyens (1895–1966)
- René Barbier (1890–1981)
- Jacob Barbireau (≈1455–1491)
- Pierre Bartholomée (* 1937)
- Jacques Bekaert (1940–2020)
- Josse-François-Joseph Benaut (1741–1794)
- Constantin Bender (1826–1902)
- Jean-Valentin Bender (1801–1873)
- Peter Benoit (1834–1901)
- Charles-Auguste de Bériot (1802–1870)
- Frank Bernaerts (* 1967)
- René Bernier (1905–1984)
- Adolphe Biarent (1871–1916)
- Kurt Bikkembergs (* 1963)
- Gilles Binchois (≈1400–1460)
- André-Joseph Blavier (1713–1782)
- Jan Blockx (1851–1912)
- August de Boeck (1865–1937)
- Philippe Boesmans (1936–2022)
- Nicolas Bosret (1799–1876)
- Francis de Bourguignon (1890–1961)
- Thomas-Louis Bourgeois (1676–1750)
- Josse Boutmy (1697–1779)
- Louis Brassin (1840–1884)
- Dirk Brossé (* 1960)
- Antoine Brumel (≈1460–n. 1513)
- Michel Brusselmans (1886–1960)
- Antoine Busnois (≈1435–1492)

## C
- Peter Cabus (1923–2000)
- Ivan Caryll (1861–1921)
- Louis Cauberghs (1928–2015)
- Nicolas-Joseph Chartrain (≈1740–1793)
- Raymond Chevreuille (1901–1976)
- Johannes Ciconia (≈1370/75–1412)
- Ludo Claesen (* 1956)
- Jacobus Clemens non Papa (1510–1556/58)
- Loyset Compère (≈1440/45–1518)
- Franz Constant (1910–1996)
- Thomas Crécquillon († 1557)
- Alain Crepin (* 1954)
- Mathieu Crickboom (1871–1947)
- Henri-Jacques de Croes (1705–1786)

## D
- Dieudonné Dagnelies (1825–1894)
- Joseph André Daigneux
- Joseph Dall’Abaco (1710–1805)
- Daniel Daniélis (1635–1696)
- Marcel De Boeck (1921–2019)
- Arthur De Greef (1862–1940)
- Théo De Joncker (1894–1964)
- Marinus De Jong (1891–1984)
- Lucien De Kimpe (1914–1963)
- Jan De Maeyer (* 1949)
- Karel De Schrijver (1908–1992)
- Jan De Smet (* 1953)
- Karel De Wolf (1952–2011)
- Nazaire De Wolf (1917–1983)
- Kris Defoort (* 1959)
- René Defossez (1905–1988)
- Joseph Delaet (1854–1927)
- Herman-François Delange (1715–1781)
- Louis Delune (1876–1940)
- Jules Denefve (1814–1877)
- Adrian Denss (um 1545 – 1608)
- Josquin Desprez (1450/55–1521)
- Frédéric Devreese (1929–2020)
- Leonora Duarte (1610–≈1678)
- Guillaume Dufay (≈1400–1474)
- Guy Duijck (1927–2008)
- Henri Dumont (1610–1684)
- Joseph Dupont (1838–1899)
- Nicolas Dupont (um 1575 – 1623)
- Albert Dupuis (1877–1967)
- Sylvain Dupuis (1856–1931)
- Emmanuel Durlet (1893–1977)

## E
- Alphonse d’Ève (1666–1727)
- Ernest van der Eyken (1913–2010)

## F
- Thomas Fabri (v. 1400 – n. 1415)
- Gérard Favere (1903–1975)
- François-Joseph Fétis (1784–1871)
- Jean-Joseph Fiocco (1686–1746)
- Joseph-Hector Fiocco (1703–1741)
- Pietro Antonio Fiocco (1654–1714)
- Eddy Flecijn (* 1962)
- Bernard Foccroulle (* 1953)
- Georges Follman (1920–1994)
- Jacqueline Fontyn (* 1930)
- César Franck (1822–1890)
- Joseph Franck (1825–1891)
- Charles Frison (1921–2010)
- Pierre Froidebise (1914–1962)

## G
- Adam-Nicolas Gascon (1623–1668)
- Joseph Gehot (1756–≈1820)
- Lucien Gekiere (1912–1990)
- François-Auguste Gevaert (1828–1908)
- Johannes Ghiselin (≈1455–1507/11)
- Paul Gilson (1865–1942)
- Elias Gistelinck (1935–2005)
- Félix Godefroid (1818–1897)
- Karel Goeyvaerts (1923–1993)
- Nicolas Gombert (≈1495–≈1560)
- François-Joseph Gossec (1734–1829)
- Antoine-Frédéric Gresnick (1755–1799)
- André-Ernest-Modeste Grétry (1741–1813)
- Albert Grisar (1808–1869)

## H
- Carolus Hacquart (≈1640–≈1701)
- Jan Hadermann (* 1952)
- Jean-Noël Hamal (1709–1778)
- Jos Hanniken (1912–1998)
- Johannes Symonis Hasprois († 1428)
- Wim Henderickx (1962–2022)
- Cornelius Heyns (v. 1440 – 1485)
- Léonard de Hodémont (≈1575–1636)
- Henry Georges D’Hoedt (1885–1936)
- Jef van Hoof (1886–1959)
- Nicolas Hotman (≈1610–1663)
- Joachim van den Hove (≈1567–1620)
- Luc van Hove (* 1957)
- Balduin Hoyoul (1548–1594)
- Gustave Huberti (1843–1910)

## I
- Heinrich Isaac (≈1450–1517)

## J
- Robert Janssens (* 1939)
- Frantz Jehin-Prume (1839–1899)
- Joseph Jongen (1873–1953)
- Léon Jongen (1884–1969)

## K
- Nicolaus à Kempis (≈1600–1676)
- Guillaume-Gommaire Kennis (1717–1789)
- Abraham van den Kerckhoven (≈1618–1702)
- Jacobus de Kerle (1531/32–1591)
- Willem Kersters (1929–1998)

## L
- Franz Lamotte (≈1751–1780)
- Arnold de Lantins (v. 1400–1432)
- Hugo de Lantins (v. 1400 – n. 1430)
- Eduard Lassen (1830–1904)
- Orlandus Lassus (1532–1594)
- Jacques Leduc (1932–2016)
- Victor Legley (1915–1994)
- Guillaume Lekeu (1870–1894)
- Jacques-Nicolas Lemmens (1823–1881)
- Nicholas Lens (* 1957)
- Hubert Léonard (1819–1890)
- August Liessens (1894–1954)
- Jaques Loeillet (1685–1748)
- John Loeillet (1680–1730)
- Jean-Baptiste Lœillet de Gant (1688–≈1720)
- Clément Loret (1833–1909)
- Jean Louël (1914–2005)

## M
- Jean de Macque (≈1550–1614)
- Jef Maes (1905–1996)
- Antoine Mahaut (≈1729–1785)
- Alphonse Mailly (1833–1918)
- Pierre de Manchicourt (≈1510–1564)
- Pieter van Maldere (1729–1768)
- Samuel Mareschall (1554–1640)
- Louis Marischal (1928–1999)
- Armand Marsick (1877–1959)
- Martin Marsick (1847–1924)
- Rinaldo del Mel (≈1554–≈1998)
- Martin-Joseph Mengal (1784–1851)
- Wim Mertens (* 1953)
- Arthur Meulemans (1884–1966)
- Raymond Micha (1910–2006)
- Rogier Michael (1552/54–1623)
- Paul-Baudouin Michel (1930–2020)
- Jérôme-Joseph de Momigny (1762–1842)
- Philippe de Monte (1521–1603)
- Lodewijk Mortelmans (1868–1952)
- Jean Mouton (v. 1459–1522)
- Ernest de Munck (1840–1915)
- François de Munck (1815–1854)
- Ovide Musin (1854–1929)

## N
- Staf Nees (1901–1965)
- Vic Nees (1936–2013)
- Julius van Nuffel (1883–1953)

## O
- Jacob Obrecht (1457/58–1505)
- Johannes Ockeghem (≈1420/25–1497)
- Marbriano de Orto (≈1460–1529)

## P
- Paul Pankert (* 1965)
- Jean-Baptiste de Pauw (1852–1924)
- Flor Peeters (1903–1986)
- Martin Peudargent (≈1510–1589/94)
- Andreas Pevernage (1542/43–1591)
- Dieudonné-Pascal Pieltain (1754–1833)
- Lambert Pietkin (1613–1696)
- Matthaeus Pipelare (≈1450–≈1515)
- Nicolas-Joseph Platel (1777–1835)
- Marcel Poot (1901–1988)
- Henri Pousseur (1929–2009)
- Armand Preud’homme (1904–1986)
- Josquin des Prez (≈1450/55–1521)
- François Prume (1816–1849)
- Désiré-Henri Prys (1852–1932)

## Q
- Fernand Quinet (1898–1971)
- Marcel Quinet (1915–1986)

## R
- Jean-Théodore Radoux (1835–1911)
- Godfried-Willem Raes (* 1952)
- Jean Richafort (≈1480–1547)
- Balthazar Richard (≈1600–n. 1660)
- Peter Ritzen (* 1956)
- André Robberechts (1797–1860)
- Gustave de Roeck (1892–1966)
- Herman Roelstraete (1925–1985)
- Philippe Rogier (≈1560–1596)
- Cipriano de Rore (1515/16–1565)
- Carl Rosier (1640–1725)
- Mathieu Rosmarin (≈1575–1647)
- Pierre de la Rue (1460/70–1518)
- Joseph Ryelandt (1870–1965)

## S
- Jacques de Saint-Luc (1616– um 1710)
- Franz Sales (1540/50–1599)
- Adolphe Samuel (1824–1898)
- Johannes de Sarto (v. 1430–n. 1440)
- Lambert de Sayve (1548/49–1614)
- Maurice Schoemaker (1890–1964)
- Paul Schollaert (* 1940)
- Jan Segers (1929–2024)
- Adrien-François Servais (1807–1866)
- Jean-Marie Simonis (* 1931)
- Jean-Baptiste Singelée (1812–1875)
- Étienne Soubre (1813–1871)
- André Souris (1899–1970)
- Gerhard Sporken (* 1960)
- Daniel Sternefeld (1905–1986)
- Jean Strauwen (1878–1947)
- Jules Strens (1893–1971)

## T
- Guillaume-Albert Teniers (1748–1820)
- César Thomson (1857–1931)
- Johannes Tinctoris (≈1435–1511)
- Edgar Tinel (1854–1912)
- Gérard de Turnhout (≈1520–1580)

## U
- Yolande Uyttenhove (1925–2000)

## V
- François Van Campenhout (1779–1848)
- Werner Van Cleemput (1930–2006)
- Lode Van Dessel (1909–1993)
- Carl Verbraeken (* 1950)
- Cornelis Verdonck (1563–1625)
- Hilaire Verloge (≈1684–1734)
- Hans Vermeersch (* 1957)
- Victor Frédéric Verrimst (1825–1893)
- Henri Vieuxtemps (1820–1881)
- Jane Vignery (1913–1974)
- Laurent de Vos (≈1533–1580)
- Victor Vreuls (1876–1944)

## W
- Hubert Waelrant (≈1517–1595)
- André Waignein (1942–2015)
- Émile Wambach (1854–1924)
- Gaspar van Weerbeke (≈1445–n. 1517)
- Guy Weitz (1883–1970)
- Georges-Henri Wenick (≈1718–≈1760)
- Giaches de Wert (1535–1596)
- Matthias Hermann Werrecore (≈1500–n. 1574)
- Philippe van Wichel (1614–1675)
- Adrian Willaert (≈1490–1562)

## Y
- Eugène Ysaÿe (1858–1931)
- Théo Ysaÿe (1865–1918)